# Cynodon (rośliny)

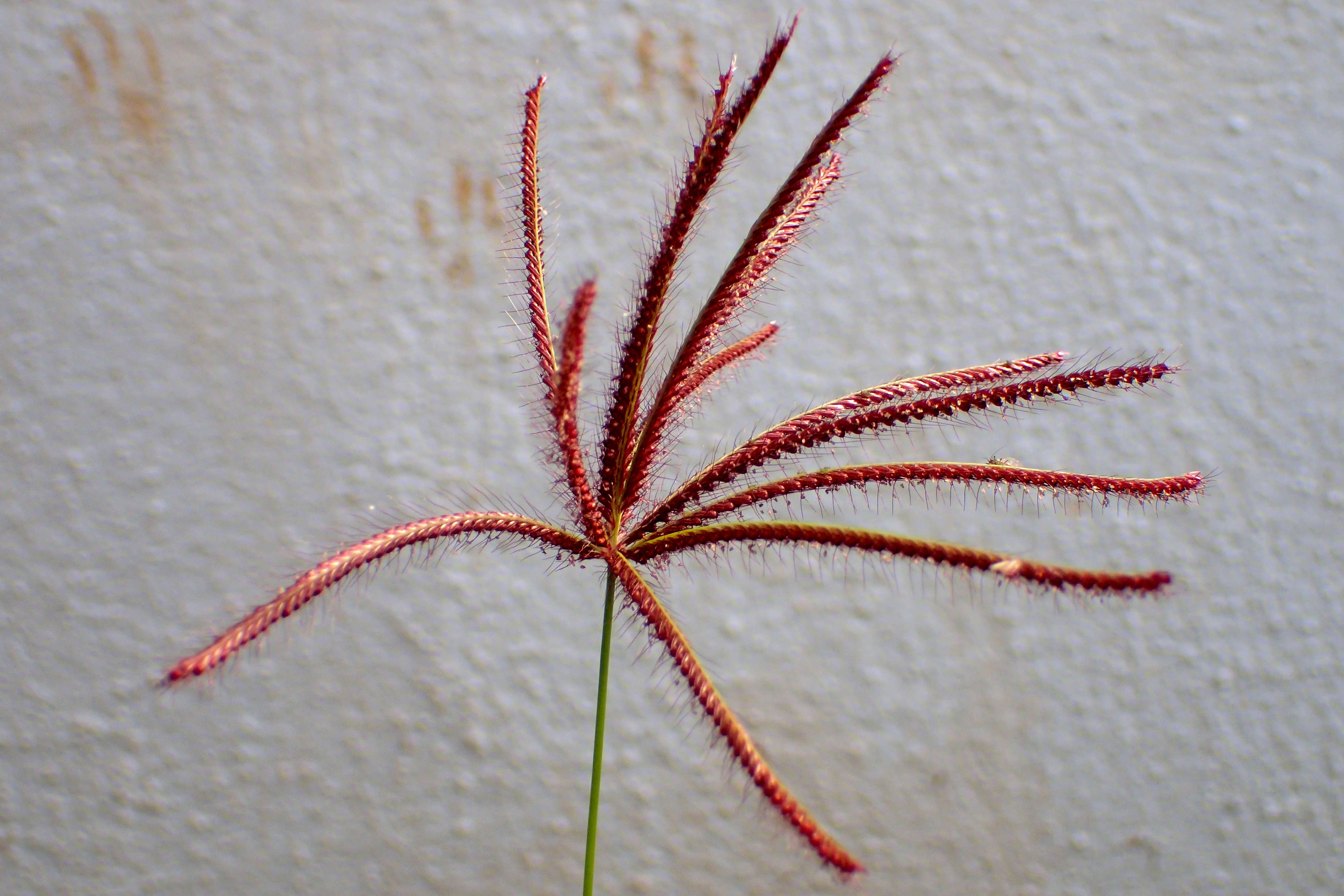
Cynodon palczasty

Cynodon (Cynodon Pers.) – rodzaj roślin z rodziny wiechlinowatych. Obejmuje ok. 10 gatunków występujących w strefie klimatu tropikalnego i umiarkowanego ciepłego na Starym Świecie. W Polsce jako przejściowo dziczejący (efemerofit) notowany jest cynodon palczasty. W języku greckim "cynodon" oznacza "psi ząb"; spotykane inne nazwy polskie zwyczajowe i ludowe: psie proso, płączyca, trawa bermudzka. 

## Morfologia
Trawy o kłosach palczastodzielnych i kłoskach jednokwiatowych, bezostnych. 

## Systematyka
Synonimy
Cynodon S. E. Bridel, Dactilon Villars, Fibichia G. L. Koeler, Cynodon S. E. Bridel (nie zarejestr.)
Pozycja systematyczna według APweb (aktualizowany system APG IV z 2016)
Rodzaj należący do rodziny wiechlinowatych (Poaceae), rzędu wiechlinowców (Poales). W obrębie rodziny należy do podrodziny Chloridoideae, plemienia Cynodonteae, podplemienia Eleusininae.
Pozycja w systemie Reveala (1994–1999)
Gromada okrytonasienne (Magnoliophyta Cronquist), podgromada Magnoliophytina Frohne & U. Jensen ex Reveal, klasa jednoliścienne (Liliopsida Brongn.), podklasa komelinowe (Commelinidae Takht.), nadrząd Juncanae Takht., rząd wiechlinowce (Poales Small), rodzina wiechlinowate (Poaceae (R. Br.) Barnh.), plemię Cynodonteae Dumort., rodzaj cynodon (Rich. ex Pers.).
Wykaz gatunków
- Cynodon aethiopicus Clayton & Harlan
- Cynodon barberi Rang. & Tadul.
- Cynodon coursii A.Camus
- Cynodon dactylon (L.) Pers. – cynodon palczasty
- Cynodon incompletus Nees
- Cynodon × magennisii Hurcombe
- Cynodon nlemfuensis Vanderyst
- Cynodon parviglumis Ohwi
- Cynodon plectostachyus (K.Schum.) Pilg.
- Cynodon radiatus Roth
- Cynodon transvaalensis Burtt Davy